# Erzsébet fürdő
Az Erzsébet fürdő a miskolci Erzsébet tér 4. szám alatt lévő egykori fürdő és uszoda, ma gyógyászati központ működik benne.

## Története
Az Erzsébet fürdő Rt. dokumentumaiból kiderül, hogy „Miskolczon 1890–1892. években merült föl az eszmélye a közönség körében egy közfürdő létesítésének, mivel az akkor meglévő fürdők egyáltalán nem feleltek meg a fejlődő igényeknek. Az első tervezetek rituális fürdővel kapcsolatban akarták megoldani a kérdést, később különválasztották, s egy modern fürdőre készítettek tervezetet, mely vállalkozásra a közönség körében megindított részvényjegyzések jó eredménnyel jártak.” Az Erzsébet fürdő városi közfürdőnek épült 1892–93-ban, Adler Károly tervei alapján, eklektikus stílusban. A fürdő területén egy kassai cég jó vízhozamot biztosító kutat fúrt, ez biztosította a vizet a fürdő bezárásáig. Az eredeti elképzelések szerint a fürdőhöz tartozó parkot hoztak volna létre a fürdőépület és a főutca (Széchenyi utca) között, később azonban, 1897-ben, ezt a telket beépítették. Ide került a mindenkori polgármester lakása, a földszintre pedig az Arany Szarvas Gyógyszertár, melynek épületét szintén Adler Károly tervezte. A tér, amiről a fürdő nyílik, egy időben a Fürdő tér nevet viselte.
A fürdőnek óriási sikere volt, a feljegyzések szerint 1894-ben 63 502 ember látogatta. A századforduló után a látogatottság már százezer fölé emelkedett, ezért felmerült a bővítés, átalakítás lehetősége. Tapasztalatszerzés céljából ezért Thury György ügyvezetőt a cég európai tanulmányútra küldte (Marienbad, Karlsbad, München, Stuttgart). Az átalakítás során áthelyezték a fűtőházat, és magas kéményt építettek hozzá (ezt 1974–75-ben felrobbantották, és ezzel megszűnt a széntüzeléses vízmelegítés), valamint a megközelíthetőség miatt vashidat építettek a Szinván (a Szinva befedésekor ez is megszűnt). 1957-ben létrejött a Miskolci Vízművek és Fürdők Vállalat, és a tapolcai és a selyemréti fürdővel együtt az Erzsébet fürdő is ennek kezelésébe került.

## Az épület
A 49,5×19 méter méretű ház középpontjában áll a lépcsőkön megközelíthető kupolás előcsarnok, amelyből jobbra és balra, azonos kiépítettségű folyosók futnak. Az északi szárnyban voltak az első osztályú, a déli épületrészben a másodosztályú kádfürdők. Az előcsarnokból egy-egy előtéren át lehetett eljutni az uszoda, valamint az öltözők felé. Az uszoda és a fürdőmedencék önálló épületrészben helyezkedtek el. A 22×9,5 méteres uszodában kelet és dél felé nyíló ablakokon, a medencék és az ahhoz tartozó zuhanyozó, gőzkamra, szárító és fodrászat keleti, déli és nyugati irányból kaptak természetes fényt. Ez az épületszárny ma már nincs meg, elbontották. Az épület mögött egy 50×34 méteres telekrész szolgált volna a későbbi esetleges bővítésre, ám ez soha nem valósult meg.

## A fürdő ma
A fürdő állaga 1994-re annyira leromlott, hogy be kellett zárni. A város 1996-ban eladta az ingatlant a Black Gold ’95 Rt-nek azzal, hogy 1999-től kezdve elvégzi a felújítást. Először a homlokzatnak, az orvosi résznek és az uszodának kellett volna elkészülnie, a második ütemre fitneszszalon, szauna, konditerem és tanuszoda elkészítését tervezték. Sokáig nem történt semmi, a város sürgetésére végül elindult a tervezés. Az új elképzelés szerinti „gyógyászati komplexum” terveit Viszlai József készítette el, amelyben – a harmadik ütemben – egy modern, négycsillagos szálloda építése is szerepelt, a fürdő és a mögötte található Szent István tér között. Az építkezés befejezését 2004-re tervezték. Végül nem sok minden történt, a homlokzati munkálatokon kívül elkészült az eredeti bádogkupola helyett egy új, látványos üvegkupola (Viszlai tervei alapján), és más nem. Az Erzsébet fürdő lényegében zárva tart, egy-két kisebb vállalkozás működik az épületben.
A fürdővel kapcsolatos rendezetlen, átláthatatlan helyzet miatti viták során indult az a Magyarországon korábban szinte példa nélküli per, amelyben egy internetes nicknevet pereltek be. A Borsod Online fórumán Bűnözők kezén az Erzsébet fürdő? című topik nyitóját, „Dr Bubót” becsületsértésért és rágalmazásért perelte be az ingatlan tulajdonosa 2003-ban.
Az Erzsébet fürdő 2010-ben nyílt meg újra, egy alternatív gyógyászati központ működött benne. Az alternatív módszert hamarosan a hagyományos orvoslás váltotta fel. Az Erzsébet Fürdő Gyógyászati és Szűrőközpontban 2017-ben hatvanhat orvos huszonkét rendelőben, negyvenhét szakrendelés keretén belül végzi gyógyító munkáját. Közben az épületet folyamatosan felújítják.

## Képek

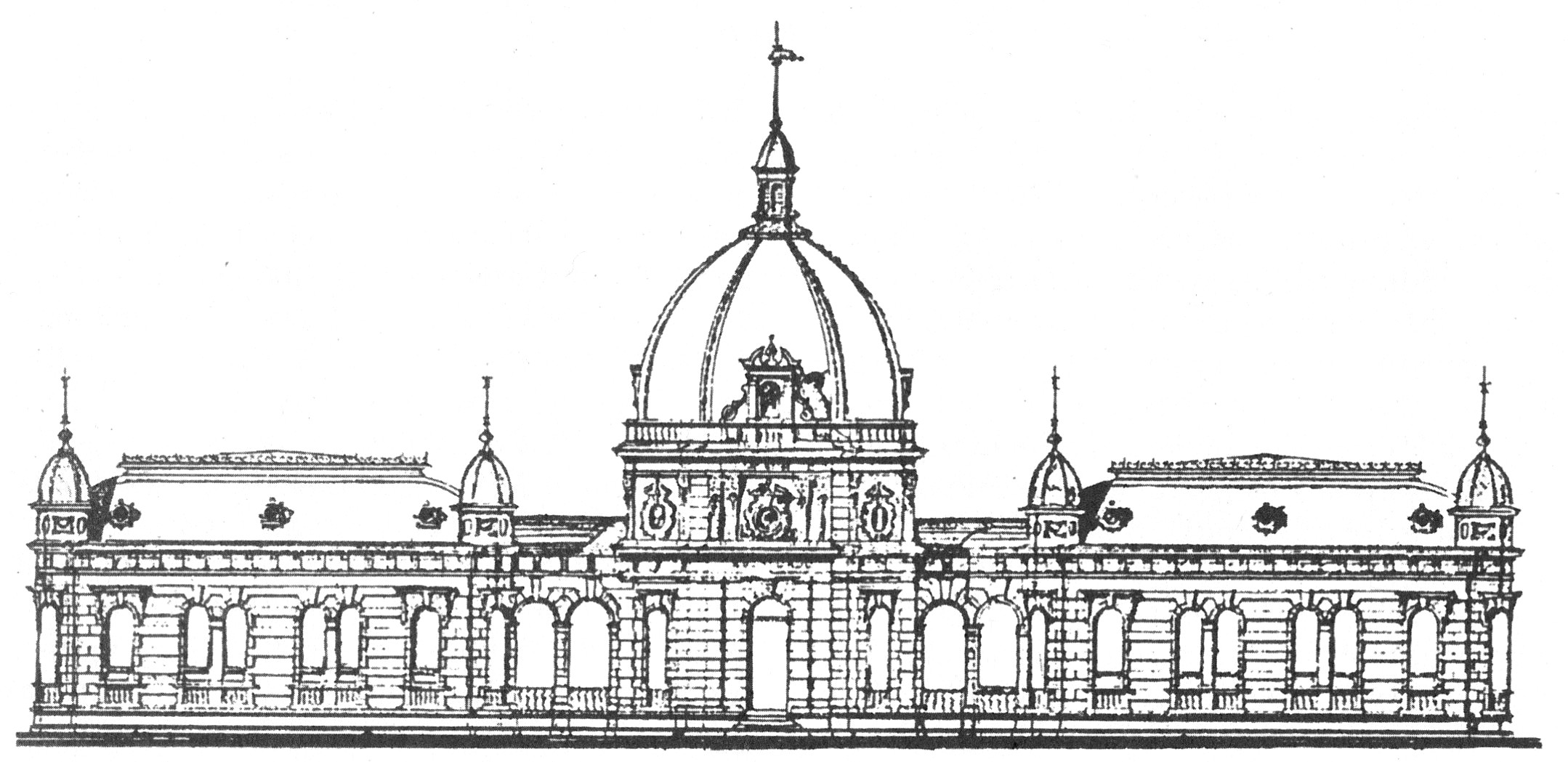
Az Erzsébet fürdő homlokzati rajza (Adler Károly, 1896)
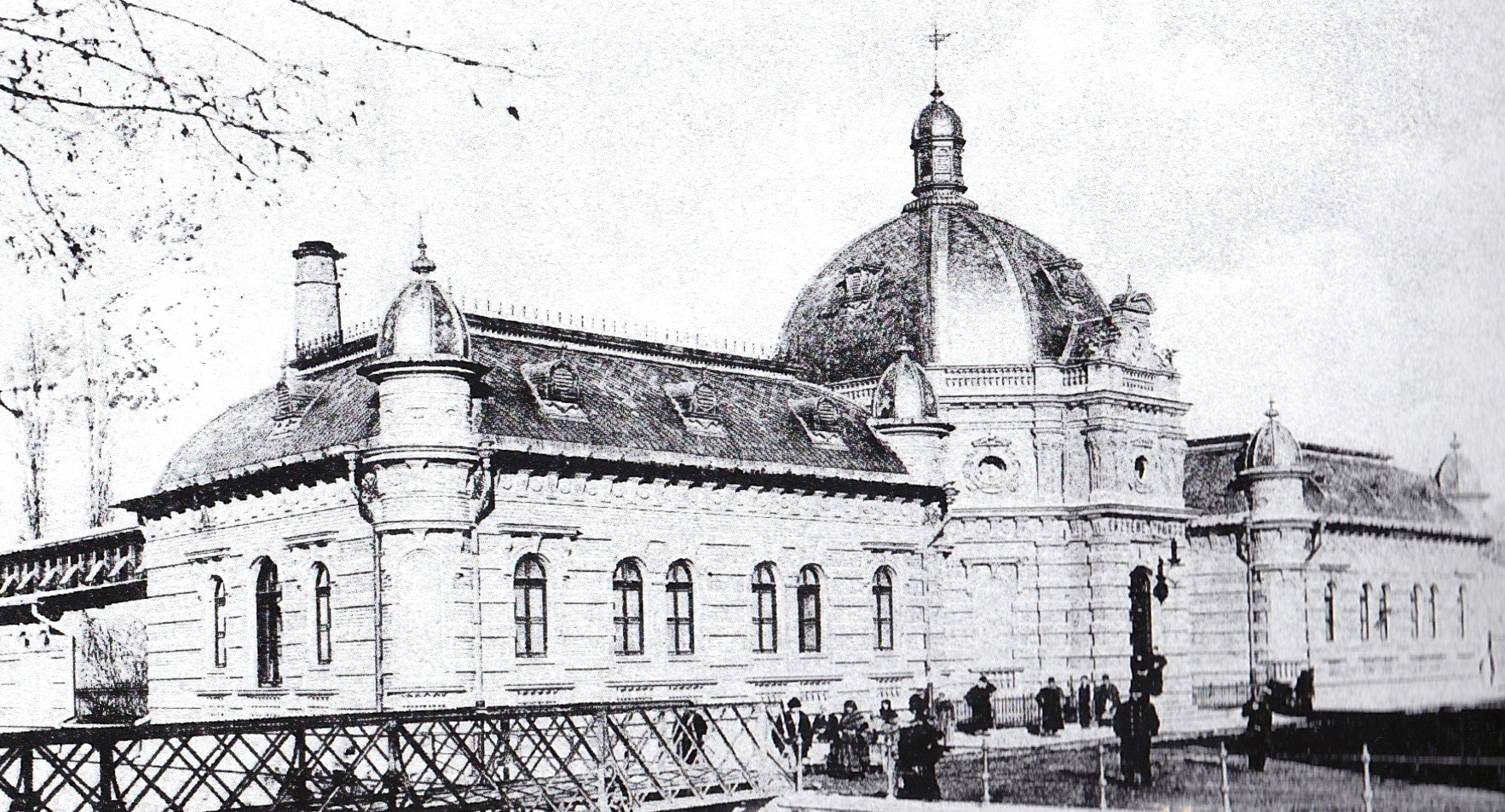
Az Erzsébet fürdő fényképe egy 1900 előtti képeslapon
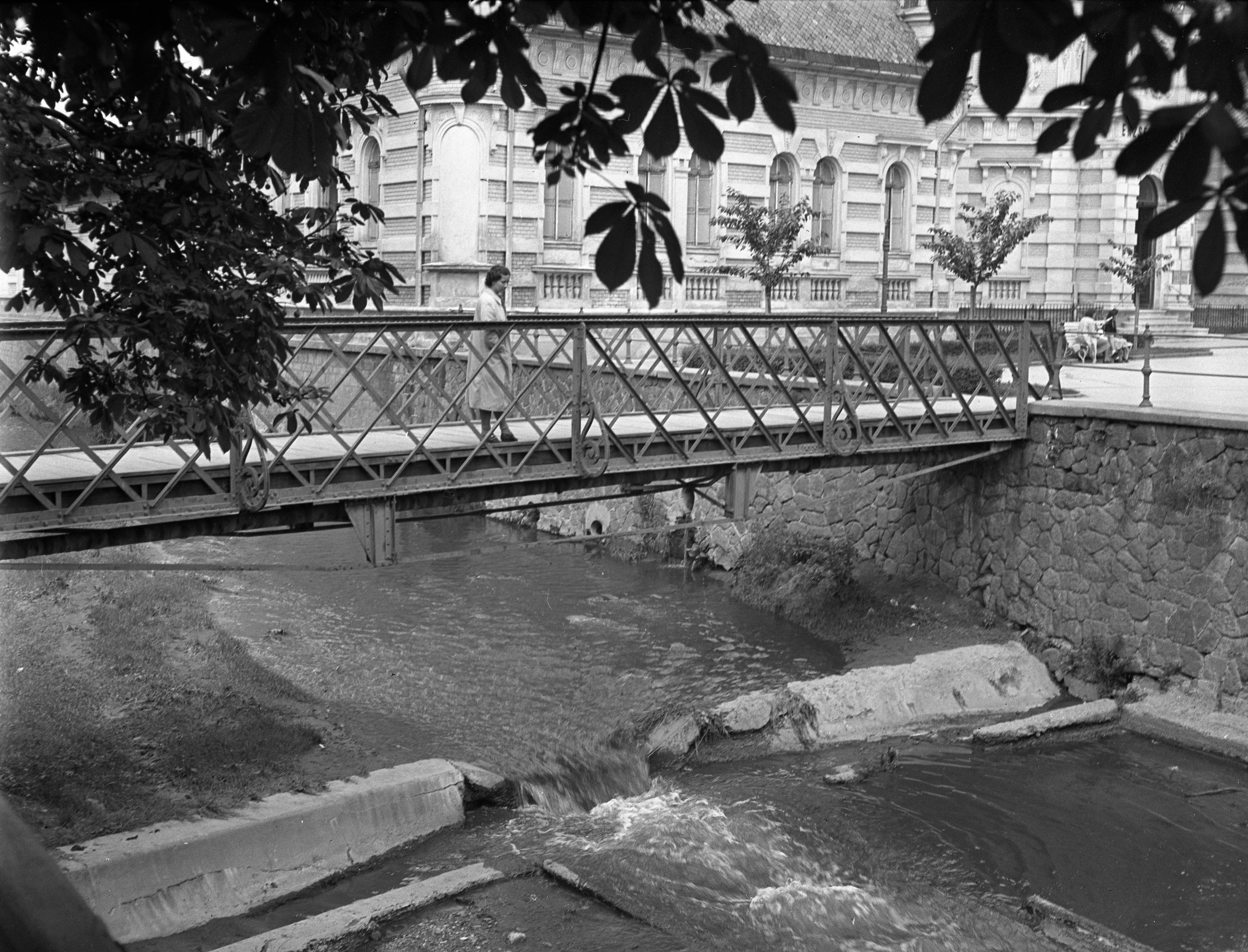
A fürdő 1943-ban
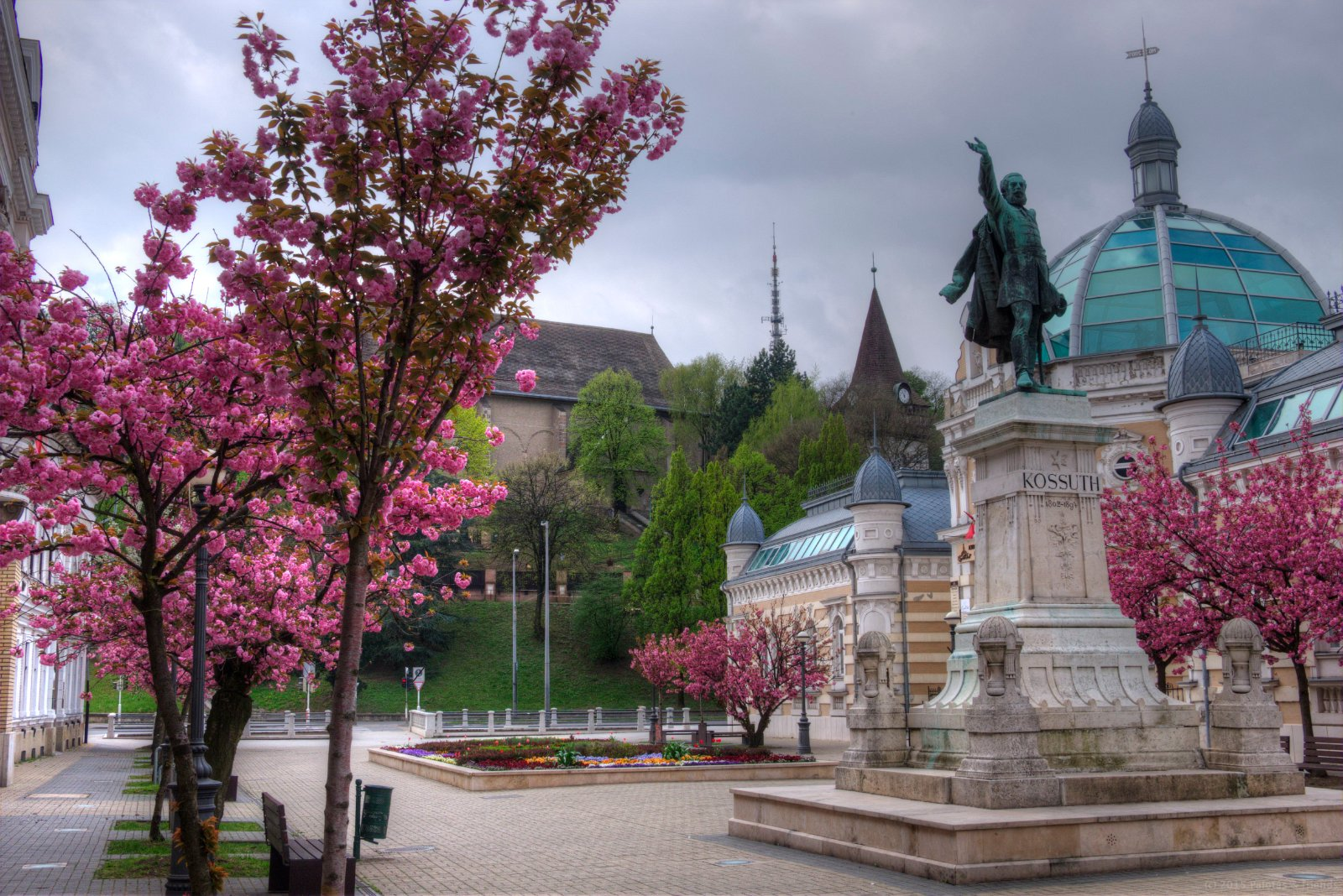
Erzsébet tér, háttérben a fürdő üvegkupolája